# Črni Vrh (monte)
Il Črni Vrh (1.543 m s.l.m. - in tedesco Schwarzkogel) è la montagna più alta delle Pohorje nelle Prealpi Slovene nord-orientali. Si trova nella regione della Carinzia in Slovenia. Il toponimo significa monte nero. La montagna è collocata a nord dell'abitato di Mislinja.